# Wojewódzki urząd bezpieczeństwa publicznego

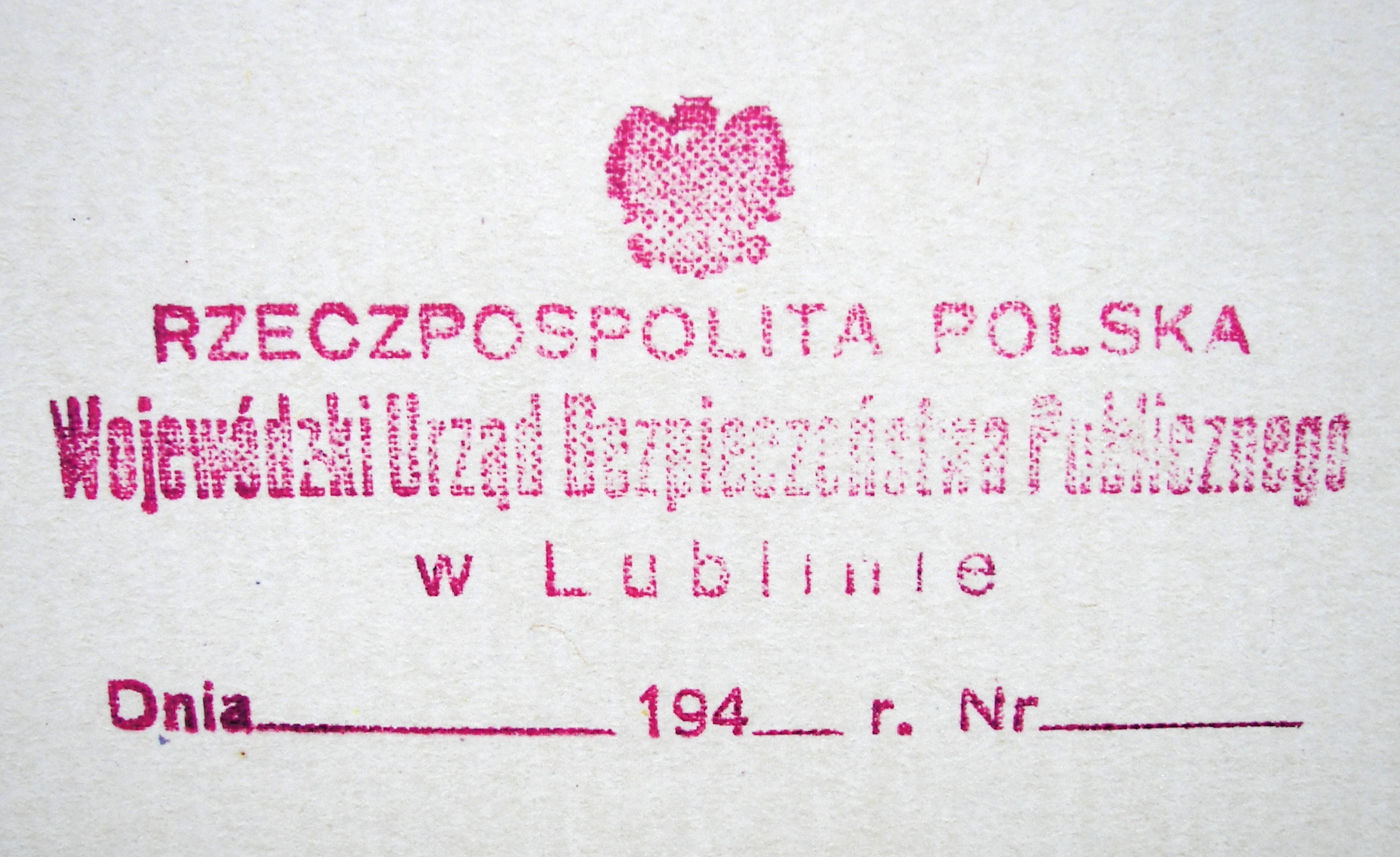
Pieczęć: Wojewódzki Urząd Bezpieczeństwa Publicznego w Lublinie

Wojewódzkie urzędy bezpieczeństwa publicznego (WUBP) – terenowe organy bezpieczeństwa publicznego, podległe Resortu Bezpieczeństwa Publicznego przy Polskim Komitecie Wyzwolenia Narodowego utworzonym w sierpniu 1944 r. w Lublinie, a następnie po 1 stycznia 1945 r. Ministerstwu Bezpieczeństwa Publicznego. Po reorganizacji działające pod nieco zmienioną nazwą jako wojewódzkie urzędy do spraw bezpieczeństwa publicznego (WUdsBP).

## Powołanie RBP
Resort Bezpieczeństwa Publicznego powstał w Moskwie. Powołany 21 lipca 1944 r. w stolicy ZSRR Polski Komitet Wyzwolenia Narodowego (PKWN) miał w swym składzie 13 resortów, w tym Resort Bezpieczeństwa Publicznego (sk-RBP). 27 lipca 1944 r. Resort Bezpieczeństwa Publicznego przeniesiono do Lublina, powierzając kierownictwo nad nim Stanisławowi Radkiewiczowi. Pierwszymi jednostkami powołanymi 1 sierpnia 1944 r. były: kontrwywiad, kierowany przez Romana Romkowskiego, wydział personalny, na którego czele stanął Mikołaj Orechwa i sekretariat, którym kierował Julian Konar.

## Jednostki terenowe
Równolegle z rozwijaniem Resortu Bezpieczeństwa Publicznego powoływano jednostki terenowe, tzw. Wojewódzkie Urzędy Bezpieczeństwa Publicznego (WUBP) i Powiatowe (PUBP). Pierwszy Wojewódzki Urząd Bezpieczeństwa Publicznego powołano w sierpniu 1944 r. w Lublinie, pod kierownictwem Henryka Palki. 3 września 1944 r. pełnomocnik Resortu BP, major Mieczysław Broniatowski, zorganizował WUBP w Rzeszowie. W tym samym miesiącu Faustyn Grzybowski (również pełnomocnik RBP) powołał WUBP w Białymstoku, w którym działał już PUBP (Powiatowy Urząd Bezpieczeństwa Publicznego), kierowany przez Mikołaja Łojkę. WUBP dla Kielc, kierowany przez kapitana Hipolita Duliasza, a następnie przez majora Władysława Sobczyńskiego, utworzono początkowo 22 września 1944 r. w Rytwianach pod Staszowem, 12 listopada urząd przeniesiono do Sandomierza, a 20 stycznia 1945 r. do Kielc. Pod koniec listopada 1944 r. we wschodniej części województwa warszawskiego utworzono WUBP, kierowany przez majora Broniatowskiego (wcześniej także utworzono PUBP w Siedlcach i Ostrowi Mazowieckiej oraz MUBP w Warszawie na Pradze, kierowany przez Bronisława Gerberę). Do utworzonych organów terenowych w dniu 10 listopada 1944 r. zatwierdzono etaty personalne, które wyglądały następująco:
1. Wojewódzki Urząd Bezpieczeństwa Publicznego – 308 osób
2. Miejski Urząd Bezpieczeństwa Publicznego – 148 osób
3. Powiatowy Urząd Bezpieczeństwa Publicznego – 51 osób
4. Gminny Urząd Bezpieczeństwa Publicznego (przy posterunku MO) – 3 osoby

Działające w terenie WUBP pod względem organizacyjnym dzieliły się podobnie jak ogniwa centrali RBP/MBP na wydziały i sekcje (zobacz poniżej). Na szczeblu gmin tworzono trzyosobowe komórki bezpieczeństwa przy posterunkach Milicji Obywatelskiej. Na przełomie listopada i grudnia 1944 r. struktury organizacyjne aparatu bezpieczeństwa poza centralą obejmowały pięć wojewódzkich oraz pięćdziesiąt pięć powiatowych urzędów bezpieczeństwa publicznego. Natomiast w 1953 r. istniało w terenie siedemnaście (17) Wojewódzkich Urzędów Bezpieczeństwa Publicznego, dwa Miejskie Urzędy na prawach WUBP, 268 Powiatowych Urzędów Bezpieczeństwa Publicznego oraz pięć Miejskich Urzędów na prawach PUBP. Wszystkie zatrudniały  32 200 etatowych funkcjonariuszy, z czego 7400 w centrali.
Nigdy w 45-letniej historii PRL cywilne służby specjalne nie były formacją tak liczną. Także liczba obsługiwanych przez UB tajnych współpracowników w grudniu 1953 r. przekroczyła 85 300 osób

## Organizacja Wojewódzkiego Urzędu Bezpieczeństwa Publicznego
Schemat nowej struktury organizacyjnej WUBP został załączony w rozkazie Nr 0325/45WP Kierownika Wydziału Personalnego MBP, majora Mikołaja Orechwy, do Kierownika Wojewódzkiego Urzędu Bezpieczeństwa Publicznego w Lublinie, majora Grzybowskiego, z dnia 16 lutego 1945 r.

Poniższy schemat obowiązywał już w RBP pod koniec 1944 r.
Kierownik Urzędu
1. Odpowiada za całokształt pracy urzędu, kieruje wszystkimi działaniami pracy urzędu, ale bezpośrednio kieruje pracami – wydziału I, wydziału personalnego, wydziału walki z bandytyzmem, Milicji Obywatelskiej, i stawia konkretne operacyjne zadania jednostce Wojsk Wewnętrznych znajdującej się w danym województwie.
2. Utrzymuje łączność z najbardziej wartościowymi agentami, których osobiście werbuje.

Zastępca Kierownika Urzędu
1. Zastępuje kierownika podczas jego nieobecności, kieruje bezpośrednio pracami wydziału II, więzień i obozów, kontroli prasy oraz sekretariatu.
2. Werbuje osobiście agenturę i utrzymuje z nią łączność.

Sekretariat Kierownika Urzędu
1. Wykonuje zadania otrzymane od kierowników urzędu i jego zastępcy.
2. Przyjmuje korespondencję adresowaną do kierownika urzędu i jego zastępcy.
3. Wysyła korespondencję wychodzącą od kierownika urzędu i jego zastępcy.
4. Przygotowuje materiały do rozkazów i rozporządzeń podpisywanych przez kierownika urzędu lub jego zastępcę.
5. Kontroluje wykonanie rozkazów i rozporządzeń kierownika urzędu.

Wydział Personalny
1. Przygotowuje wnioski dla decyzji kierownika o przyjęcie do pracy, o rozstawienie oraz zwalnianie z pracy stałych pracowników etatowych.
2. Kontroluje już pracujących i nowo przyjmowanych, sprawdzając prawdziwość podanych przez nich wiadomości, odnośnie do ich życiorysów i danych o krewnych.
3. Organizuje szkolenie kadr aparatów powiatowych, miejskich i aparatu wojewódzkiego.
4. Prowadzi dokładną ewidencję przyjętych przez siebie do pracy, zaprowadzając na ich karty ewidencyjne akta personalne.
5. Kontroluje kadry pracowników Milicji Obywatelskiej, więzień i obozów oraz cenzury wojskowej.
6. Prowadzi śledztwo w wypadku popełnienia przestępstw przez pracowników.
7. Zbiera charakterystyki z pracy pracowników i przedstawia ich do awansów i odznaczeń.

Wydział I
Kierownik Wydziału
1. Kieruje pracą całego wydziału oraz pracą kontrwywiadowczą Miejskich i Powiatowych Urzędów Bezpieczeństwa Publicznego
2. Bezpośrednio kieruje Sekcjami – 1, 2, 3 i 8.
3. Osobiście werbuje agenturę i utrzymuje z nią łączność.

Zastępca Kierownika Wydziału
1. Zastępuje kierownika podczas jego nieobecności.
2. Kieruje bezpośrednio pracami Sekcji – 4, 5, 6, i 7.
3. Osobiście werbuje agenturę i utrzymuje z nią łączność.

Sekretariat
1. Wykonuje zadania otrzymane od kierownika wydziału i jego zastępcy.
2. Przyjmuje korespondencję adresowaną do kierownika wydziału.
3. Wysyła korespondencję wychodzącą od kierownika wydziału.
4. Prowadzi ewidencję agentury.

Sekcja 1
1. Organizuje prace w kierunku wykrycia niemieckiej agentury, volksdeutschów i innych niemieckich sługusów.
2. Werbuje, wychowuje i utrzymuje łączność z agenturą, w celu rozpracowania wrogiego elementu.
3. Kieruje pracami Miejskich i Powiatowych Urzędów Bezpieczeństwa, po linii walki z niemieckim szpiegostwem i volksdeutschami.

Sekcja 2
1. Organizuje pracę przeciwko wszystkim antypaństwowym elementom, znajdującym się w różnych nielegalnych partiach i organizacjach, jak – sanacja, endecja, antypaństwowe elementy chłopskie i mniejszości narodowe.
2. Werbuje, wychowuje i utrzymuje łączność z agenturą, w celu rozpracowania wrogiego elementu.
3. Kieruje pracami Miejskich i Powiatowych Urzędów Bezpieczeństwa po linii tego elementu.

Sekcja 3
1. Prowadzi pracę przeciwko wszystkim antypaństwowym elementom, które przenikają do partii rządzących, zaśmiecają je, oraz przeciwko wrogiej agenturze wśród duchowieństwa, inteligencji i młodzieży.
2. Werbuje, wychowuje i utrzymuje łączność z agenturą, w celu rozpracowania wrogiego elementu.
3. Kieruje pracami Miejskich i Powiatowych Urzędów Bezpieczeństwa po linii tego elementu.

Sekcja 4
1. Organizuje pracę przeciwko wszystkim antypaństwowym elementom, znajdującym się w przemyśle i usiłującym organizować sabotaże, dywersję, szpiegostwo, szkodnictwo w przemyśle państwowym oraz przeciwko prywatnym przemysłowcom, którzy świadomie nie dopuszczają do wykonania państwowych zadań gospodarczych.
2. Werbuje, wychowuje i utrzymuje łączność z agenturą, w celu rozpracowania wrogiego elementu.
3. Kieruje pracami Miejskich i Powiatowych Urzędów Bezpieczeństwa po linii tego elementu.

Sekcja 5
1. Prowadzi pracę przeciwko działalności antypaństwowej osób i organizacji, stawiających sobie za zadanie zwalczanie reformy rolnej, jak i innych posunięć rządu w dziedzinie rolnej.
2. Prowadzi pracę przeciwko różnym wrogim agenturom, ukrywającym się we wsiach i folwarkach.
3. Werbuje, wychowuje i utrzymuje łączność z agenturą, w celu rozpracowania wrogiego elementu.
4. Kieruje pracami Miejskich i Powiatowych Urzędów Bezpieczeństwa po linii tego elementu.

Sekcja 6
1. Prowadzi pracę przeciwko działalności antypaństwowej osób i organizacji, stawiających sobie za zadanie zdezorganizowanie transportu kolejowego, samochodowego, drogowego, rzecznego, morskiego i powietrznego oraz łączności: poczta, telefony, telegraf, radio – drogą organizacji sabotażu, szkodnictwa i dywersji, jak również przeciwko osobom pracującym w transporcie i łączności, a zajmujących się szpiegostwem na rzecz obcego mocarstwa.
2. Werbuje, wychowuje i utrzymuje łączność z agenturą, w celu rozpracowania wrogiego elementu..
3. Kieruje pracami Miejskich i Powiatowych Urzędów Bezpieczeństwa po linii tego elementu.

Sekcja 7
1. Wykonuje zadania polecane przez kierownika lub zastępcę kierownika  Wydziału I.
2. Przeprowadza dla wszystkich pozostałych operacyjnych sekcji i wydziałów w województwie wywiad lub zewnętrzną obserwację obiektów.

Sekcja 8
1. Na podstawie materiałów otrzymanych od kierownictwa – Wydziału I, i na jego zlecenie, przeprowadza aresztowania i prowadzi śledztwo.
2. Werbuje w razie potrzeby agenturę spośród znajdujących się w śledztwie.

Wydział II
Kierownik Wydziału
1. Kieruje pracami całego Wydziału.
2. Szczególnie zajmuje się pracami Sekcji 1, Grupy Szyfrowej, Łączności Radiowej i laboratorium daktyloskopijnego.

Zastępca Kierownika Wydziału
1. Zastępuje kierownika podczas jego nieobecności.
2. Kieruje pracami Cenzury Wojennej i Biura Kontroli Prasy.

Sekcja 1
1. Organizuje kartotekę szpiegów i dywersantów volksdeutschów, AK-owców, NSZ-owców i innych antypaństwowych elementów.
2. Na żądanie wydaje operacyjnym sekcjom informacje o elementach antypaństwowych znajdujących się w ewidencji.
3. Organizuje przechowywanie (archiwum) spraw zakończonych przez sekcje operacyjne.
4. Organizuje przechowanie i ewidencję depozytów aresztowanych i rzeczy skonfiskowanych.

Grupa Szyfrowa
1. Zaszyfrowuje i odszyfrowuje telegramy.

Grupa Łączności Radiowej
1. Utrzymuje łączność radiową ze swoimi abonentami.

Wydział III
Kierownik Wydziału
1. Kieruje pracami całego wydziału, bezpośrednio kieruje sekcjami: gospodarczą i finansową.

Zastępca Kierownika
1. Zastępuje kierownika podczas jego nieobecności.
2. Kieruje pracą – Komendantury, Poczty Specjalnej, Sekcji Transportowej, Central Telefonicznej i Ambulatorium.

Komendantura
1. Odpowiada za wewnętrzną i zewnętrzną ochronę budynku.
2. Utrzymuje i odpowiada za areszt wewnętrzny.
3. Kieruje biurem przepustek oraz wydaje pracownikom broń i przyjmuje ją od nich.
4. Wykonuje zarządzenia kierownika o ukaraniu pracowników.

Poczta Specjalna
1. Przyjmuje pocztę tajną i rozdaje ją według marszruty.

Sekcja Finansowa
1. Planuje wydatki dla Urzędu Wojewódzkiego i podległych Miejskich i Powiatowych Urzędów.
2. Rozdziela kredyty i finansuje podległe urzędy.
3. Przeprowadza kontrolę nad rozchodowaniem pieniędzy przez podległe urzędy.

Sekcja Gospodarcza
1. Planuje i otrzymuje żywność, umundurowanie i uzbrojenie dla urzędu wojewódzkiego i podległych mu urzędów.

Wydział walki z bandytyzmem
1. Prowadzi śledztwa w sprawach wielkich bandyckich napadów.
2. Przeprowadza przy pomocy agentury rozpracowanie band na terenie całego województwa i prowadzi ich likwidację.

Wydział więzień i obozów
1. Realizuje kontrolę stanu więzień i obozów na terenie swojego województwa.
2. Prowadzi ewidencję karanych więźniów na terenie swojego województwa.
3. Prowadzi polityczno-wychowawczą pracę zarówno wśród więźniów, jak i pracowników aparatu więzień i obozów.
4. Organizuje agenturę w więzieniach i obozach wśród skazanych przestępców, celem wykrycia nowych przestępstw nie ujawnionych przez śledztwo i sąd.

## Zmiany –  Rozkaz Nr 76
W listopadzie 1945 r. ówczesny minister BP, Stanisław Radkiewicz, rozkazem nr 76 wprowadził zmiany w organizacji WUBP.
Zgodnie ze zmianą struktury Ministerstwa Bezpieczeństwa Publicznego i w celu usprawnienia  pracy aparatu WUBP zmienia strukturę Wojewódzkich Urzędów Bezpieczeństwa Publicznego w sposób następujący:
Istniejący dotychczas Wydział I (kontrwywiadu) zorganizować i stworzyć na jego podstawie następujące wydziały:
Wydział I (kontrwywiad) w składzie 4 Sekcji
- Sekcja 1 – (walka z niemieckim wywiadem)
- Sekcja 2 – (walka z angielskim wywiadem)
- Sekcja 3 – (walka z amerykańskim i francuskim wywiadem)
- Sekcja 4 – (walka z innymi wywiadami)

Wydział IV (ekonomiczny) w składzie 7 Sekcji
- Sekcja 1 – (ciężki przemysł)
- Sekcja 2 – (lekki przemysł)
- Sekcja 3 – (handel i aprowizja)
- Sekcja 4 – (finanse i handel zagraniczny)
- Sekcja 5 – (rolnictwo i lasy)
- Sekcja 6 – (auto i awiotransport oraz łączności)
- Sekcja 7 – (odbudowa)

W Wojewódzkich Urzędach Bezpieczeństwa Publicznego: Gdańsk, Kielce, Białystok, Lublin, Rzeszów, Olsztyn, Bydgoszcz, Koszalin, Kraków, Warszawa i Poznań – Sekcja 1 – (przemysłu ciężkiego), Sekcja 2 – (przemysłu lekkiego), łączą się w jedną sekcję, która nazywać się będzie Sekcją 1 – przemysłową.
W Wojewódzkich Urzędach Bezpieczeństwa Publicznego: Kielce, Białystok, Lublin, Rzeszów, Olsztyn, Bydgoszcz, Koszalin – Sekcja 3 – (handel i aprowizacja), Sekcja 4 – (finanse i handel zagraniczny), łączą się w jedną sekcję, która nazywać się będzie Sekcja 3 – Handel aprowizacja i finanse.
Sekcja 7 – (odbudowy) tworzy się tylko w Wojewódzkim Urzędzie Bezpieczeństwa Publicznego Warszawa, Gdańsk.
Dla obsługi kolei zamiast b. Sekcji Kolejowej, tworzą się ekspozytury Bezpieczeństwa Publicznego przy wszystkich dyrekcjach kolejowych, zgodnie z rozkazem nr 71 z dnia 12 listopada 1945 r.
Wydział V (Społeczno-polityczny) w składzie 5 Sekcji
- Sekcja 1 – (operacyjna obsługa oraz ochrona partii i ugrupowań politycznych przed atakami reakcji)
- Sekcja 2 – (obsługa instytucji oświatowych i kulturalnych oraz wolnych zawodów)
- Sekcja 3 – (obsługa administracji państwowej)
- Sekcja 4 – (obsługa organizacji młodzieżowych)
- Sekcja 5 – (obsługa duchowieństwa)

Wydział III A (Obserwacja zewnętrzna i wywiad) w składzie 4 Sekcji
- Sekcja – (zewnętrzna obserwacja)
- Sekcja – (wywiad)
- Sekcja – (agenturalna)
- Sekcja – (gospodarcza)

Wydział IV A (Śledczy) w składzie 2 Sekcji
- Sekcja 1 – (realizacja)
- Sekcja 2 – (śledcza)

Reorganizację pierwszego Wydziału we wszystkich Wojewódzkich Urzędach Bezpieczeństwa Publicznego, zgodnie z wyżej podaną strukturą i nowymi etatami, zakończyć do dnia 20 grudnia 1945 roku.
Wnioski dotyczące przeniesienia pracowników na nowe stanowiska kierownicy Wojewódzkich Urzędów Bezpieczeństwa Publicznego przedstawiają mnie do zatwierdzenia do dnia 15 grudnia 1945 roku.
Stanisław Radkiewicz
Minister Bezpieczeństwa Publicznego
źródło – H. Piecuch, Akcje specjalne, s. 435-436

## Rozwiązanie
Po rozwiązaniu Ministerstwa Bezpieczeństwa Publicznego, co nastąpiło w grudniu 1954 r., w jego miejsce powołano dwie oddzielne struktury: Komitet do spraw Bezpieczeństwa Publicznego i Ministerstwo Spraw Wewnętrznych. Mimo osłabienia znaczenia organów bezpieczeństwa przez powołanie odrębnej struktury MSW, która przejęła zadania bardziej policyjno-porządkowe i więzienne, Komitet ds. BP był czynnikiem dominującym, zatrzymując wszystkie jednostki terenowe dawnego MBP, w tym wojewódzkie urzędy bezpieczeństwa ublicznego, które teraz nazywano wojewódzkimi urzędami ds. bezpieczeństwa publicznego, ze zmniejszonym personelem.

W 1956 r. został zlikwidowany KdsBP, a wszystkie jego dotychczasowe zadania przejęło znacznie rozszerzone MSW, któremu podlegały prowadzące podobną działalność (aczkolwiek znacznie bardziej selektywnie) komendy wojewódzkie Milicji Obywatelskiej (KWMO), a po 1983 r. wojewódzkie urzędy spraw wewnętrznych (WUSW).